# Scopula fuscifusa
Scopula fuscifusa är en fjärilsart som beskrevs av Louis Beethoven Prout 1911. Scopula fuscifusa ingår i släktet Scopula och familjen mätare. Inga underarter finns listade.